# Buffet Crampon Deutschland
Buffet Crampon Deutschland GmbH ist ein deutscher Hersteller von Blasinstrumenten mit dem Sitz in Markneukirchen, Vogtland, Sachsen und einer Zweigniederlassung in Geretsried bei München, Bayern.

## Geschichte
Zum 1. August 2010 erwarb die neu gegründete Buffet Crampon Deutschland GmbH, eine Tochtergesellschaft der Buffet Crampon SAS, Mantes-la-Ville, Frankreich, die bis Ende 2015 den Namen Buffet Group Wind Instruments SAS trug, aus der Insolvenz der Schreiber & Keilwerth Musikinstrumente GmbH, die in Markneukirchen Klarinetten, Fagotte und Saxophone herstellte, deren Produktionsstätte sowie die Marken W. Schreiber und Julius Keilwerth, nachdem der Insolvenzverwalter in den Monaten zuvor die Belegschaft in Markneukirchen von 252 Mitarbeiter auf 134 reduziert hatte. 2012 übernahm sie die ebenfalls in Markneukirchen ansässige, aus dem VEB Blechblas- und Signalinstrumentenfabrik hervorgegangene B&S GmbH, den führenden europäischen Hersteller von Blechblasinstrumenten, mit 250 Mitarbeitern und mit den Marken B&S, Hans Hoyer, Melton, Meinl, Weston und J. Scherzer und integrierte sie in das Unternehmen. Anfang 2021 stellt das Unternehmen mit ca. 470 Mitarbeitern fast die Hälfte der ca. 1000 Mitarbeiter des Konzerns weltweit.

## Produkte der einzelnen Labels

### W. Schreiber

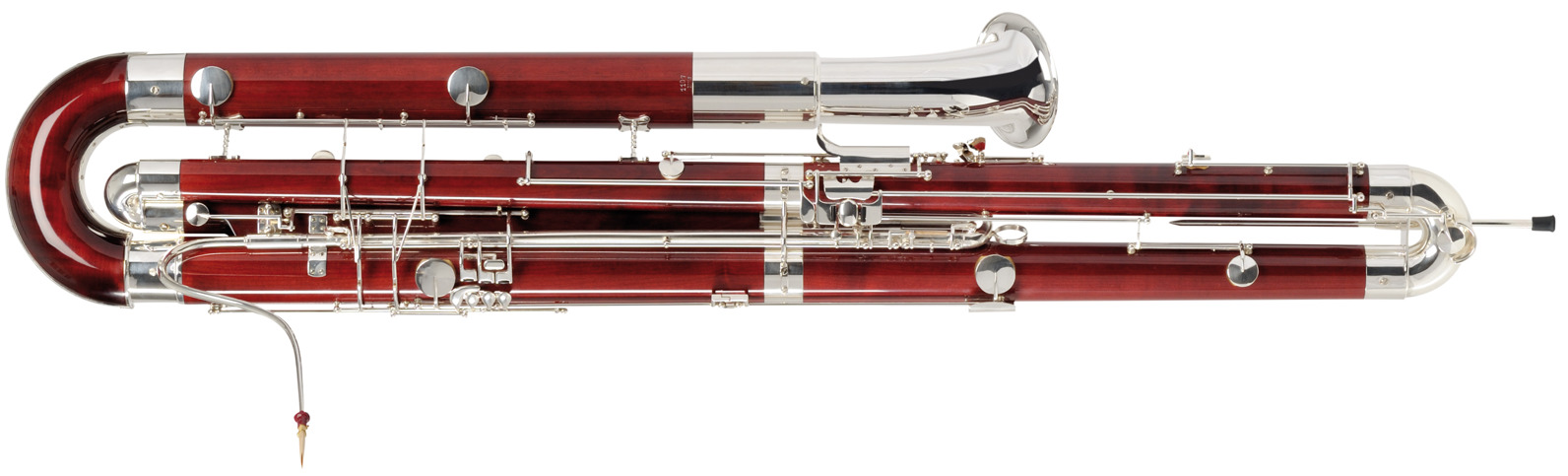
Kontrafagott der Marke W. Schreiber

Unter dem Label W. Schreiber werden Klarinetten, Fagotte und Kontrafagotte vertrieben. Bei den Klarinetten handelt es sich ausschließlich um solche mit deutschem Griffsystem (Oehler-System), die die Buffet-Crampon-Gruppe bis dahin nicht im Programm hatte. Klarinetten mit französischem System (Böhm-System) werden weiterhin ausschließlich unter der französischen Marke Buffet Crampon vertrieben. Die Schreiber-Klarinetten liegen im unteren und mittleren Preissegment. Gefertigt werden ein Schülermodell in C und zwei Schülermodelle in B sowie neun Profimodelle in B, wovon zwei Modelle für den österreichischen Markt bestimmt sind (Wiener Klang mit weiterer Bohrung), die übrigen für den deutschen. Bei den Fagotten werden drei Schüler- und drei professionelle Instrumente angeboten, bei den Kontrafagotten zwei Modelle.

### Julius Keilwerth
Unter dem Label Julius Keilwerth produziert die Firma Saxophone, und zwar in den Stimmungen Sopran (zwei Modelle), Alt (drei Modelle), Tenor (drei Modelle), Bariton (zwei Modelle) und Bass. Produziert werden die Julius-Keilwerth-Saxophone in Markneukirchen.

### B&S

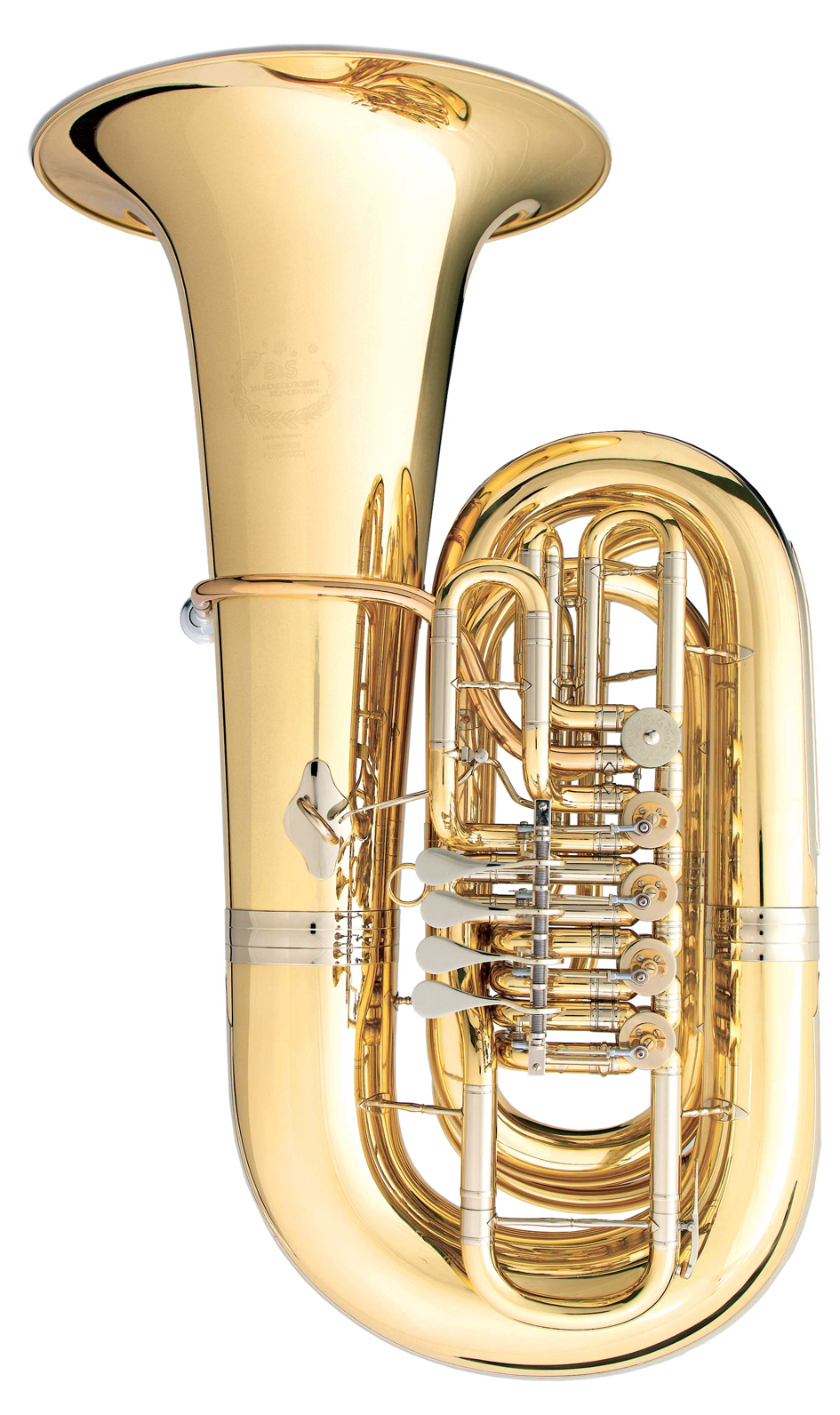
Tuba der Marke B&S

Unter dem Label B&S werden Kornette, Trompeten, Posaunen, Flügelhörner, Tenorhörner, Baritonhörner und Tuben gefertigt.

### Hans Hoyer
Einfache Hörner, Doppelhörner, Tripelhörner, Diskanthörner und Wagnertuben

### Melton Meinl Weston
Tuben, Bariton- und Tenorhörner, Flügelhörner, Basstrompeten und Cimbassos

### J. Scherzer
B- und C-Trompeten und hohe Trompeten

## Produktionsstätten
Die Firma verfügt über drei Produktionsstätten, in denen sie die folgenden Instrumente herstellt:
- Markneukirchen: In der von der Schreiber & Keilwerth GmbH übernommenen Fabrik (sh. Foto) werden alle Instrumente dieser beiden Marken und Schülerklarinetten der Marke Buffet Crampon gefertigt, in der von der B&S GmbH erworbenen Fabrik alle Blechblasinstrumente der Buffet-Crampon-Gruppe, ausgenommen die Besson-Student-Instrumente und die Highend-Instrumente der Marke Melton Meinl Weston.

- Geretsried bei München: Dort werden die Instrumente der Marke Melton Meinl Weston gefertigt, dort befinden sich auch das R&D-Zentrum für alle Blechblasinstrumente der Gruppe und ein Showroom.